# Veles (Titan)
Pour les articles homonymes, voir Veles.
Veles est une formation en anneau à la surface du satellite Titan de la planète Saturne.

## Caractéristiques
Veles est centrée sur 2,0° de latitude sud et 137,3° de longitude ouest, et mesure 45 km dans sa plus grande dimension.

## Observation
Veles a été découverte par les images transmises par la sonde Cassini.
Elle a reçu le nom de Vélès, dieu de la mythologie slave.